# Украинский закон о принудительном изъятии имущества резидентов РФ
«Об основных принципах принудительного изъятия в Украине объектов права собственности Российской Федерации и её резидентов» — закон, подписанный Президентом Украины Владимиром Зеленским 10 марта 2022 во время вторжение России на Украину в ходе российско-украинской войны. Закон предполагает национализацию на Украине имущества и финансовых средств юридических лиц России. Решение об изъятии будет принимать Совет национальной безопасности и обороны по просьбе правительства. Правительство также составит список объектов, подлежащих принудительному изъятию.
Инициаторами законопроекта стали: Дмитрий Наталуха, Анна Личман, Алексей Мовчан, Борис Приходько, и Игорь Марчук.
1 апреля 2022 года в закон были внесены поправки, что в дополнение к распространению закона на компании, ещё добавились: физические лица — граждане РФ; не граждане РФ, но имеющие связь с агрессором; юридические лица бенефициаром которых является РФ; юридические лица на Украине, у которых РФ владеет долей в капитале или является учредителем/бенефициаром. Кроме этого, под закон попадают все лица, которые публично отрицают или поддерживают «осуществление вооруженной агрессии Российской Федерации против Украины».
Бюро экономической безопасности инициировало национализацию имущества на 35 млн грн.